# Pilipectus prunifera
Pilipectus prunifera är en fjärilsart som beskrevs av George Francis Hampson 1894. Pilipectus prunifera ingår i släktet Pilipectus och familjen nattflyn. Inga underarter finns listade i Catalogue of Life.